# Stan Jones (écrivain)
Pour les articles homonymes, voir Stan Jones (homonymie) et Jones.
Stan Jones, né en 1947 à Anchorage, en Alaska, est un écrivain américain, auteur de roman policier.

## Biographie
Né en Alaska, il grandit dans le Tennessee d'où ses parents sont originaires et où ils retournent alors que le petit Stan n'a que deux ans. Alors qu'il a 12 ans, la famille s'installe de nouveau à Anchorage.
À la fin de sa vingtaine, fascinée par la culture esquimaude, Stan Jones décide de vivre quelque temps dans la communauté iñupiat de Kotzebue. Il retourne ensuite à Anchorage, tente brièvement de vivre à Fairbanks, puis s'installe définitivement à Anchorage où il devient journaliste. À ce titre, il couvre le désastre écologique causé, le 24 mars 1989, par le naufrage du pétrolier Exxon Valdez sur le Bligh Reef dans le sud de l'Alaska. Ses articles lui valent plusieurs prix de journalisme d'enquête.
En 1999, il publie L'Homme qui tue les gens (White Sky, Black Ice), premier roman policier d'une série ayant pour héros l'agent fédéral iñupiat Nathan Active.
Il a également publié en 2009 The Spill: An Oral History of the Exxon Valdez Disaster, un essai d'histoire orale sur le désastre du Exxon Valdez sur le Bligh Reef.

## Œuvres

### Romans

#### SérieNathan Active
- L'Homme qui tue les gens, Éditions du Masque, 2015 ((en) White Sky, Black Ice, Soho Press (en), 1999), trad. Frédéric Grellier, 252 p.  (ISBN 978-2702440254)
- Le Col du chaman, Éditions du Masque, 2016 ((en) Shaman Pass, Soho Press (en), 2003), trad. Frédéric Grellier, 240 p.  (ISBN 978-2702440261)
- (en) Frozen Sun, Bowhead Press, 2008
- (en) Village of the Ghost Bears, Soho Press (en), 2009
- (en) Tundra Kill, Bowhead Press, 2016

### Essai
- The Spill: An Oral History of the Exxon Valdez Disaster (2009), en collaboration avec Sharon Bushell